# Савченко, Оксана Владимировна
Окса́на Влади́мировна Са́вченко (род. 10 октября 1990, Петропавловск-Камчасткий) — российская пловчиха. Восьмикратная чемпионка Паралимпийских игр Летних Паралимпийских игр 2008 года, Летних Паралимпийских игр 2012. Общественный деятель, политик. Заслуженный мастер спорта.

## Биография
Оксана Владимировна Савченко родилась 10 октября 1990 года в городе Петропавловск-Камчатский. Родилась с редким для новорождённых детей заболеванием, врождённой глаукомой обоих глаз. Врачи сразу не определили заболевание и первые месяцы жизни болезнь спокойно развивалась. Панику забила мама, когда в возрасте 3 месяцев у Оксаны были слишком большие зрачки. После более углублённого обследования врачи обнаружили запущенную глаукому. В возрасте 4 месяцев, благодаря помощи друзей матери, Оксану и её маму Светлану Ивановну удалось отправить в Москву на операцию. В Московском НИИ глазных болезней имени Гельмгольца Оксане сделали несколько операций, в результате которых зрение в правом глазу не удалось восстановить, а в левом остался небольшой остаток. По словам самой Оксаны, она привыкла видеть мир одним глазом и не представляет, как он выглядит при полноценном зрении. Из-за заболевания ребёнку нельзя было заниматься тяжелыми видами спорта (лыжами, лёгкой атлетикой, тяжёлой атлетикой). Поэтому мама приняла решение отдать девочку в бассейн.
В 5 лет мама отдала дочку в плавательную группу, где она начала путь к своим дальнейшим достижениям. в 2003 году выиграла свои первые крупные соревнования, первенство мира. В 2004 году Оксана стала кандидатом на попадание в паралимпийскую сборную России. В 2006 году в составе сборной выиграла чемпионат мира на дистанции 50 метров вольным стилем. Первоначально занималась плаванием на Камчатке под руководством Садовской Наталии Владимировны. Вторым наставником Оксаны был заслуженный тренер Ревякин Владимир Васильевич. В настоящее время живёт в Уфе. Тренируется в СДЮСШОР № 18 под руководством заслуженного тренера России Тверякова Игоря Львовича. На сегодняшний день является обладателем 8 золотых паралимпийских медалей, 35 золотых медалей мировых чемпионатов и около 65 золотых медалей чемпионатов России. 7 марта 2014 года во время открытия Паралимпийских зимних игр в Сочи пронесла Паралимпийский огонь по стадиону «Фишт». В 2015 году завершила свою спортивную карьеру, после чего занялась общественной деятельностью. Является депутатом Государственного Собрания  - Курултая Республики Башкортостан, основным направление  сферы деятельности является молодежная политика и спорт. Не раз поднимала вопрос доступности спорта для детей и подростков. Курирует программу развития детского плавания в республике, программы Всеобуч по плаванию. Член президиума Федерации плавания Башкортостана.  С 2016 по 2019 года являлась директором Спортивной адаптивной школы паралимпийского резерва Республики Башкортостан, где занимаются спортсмены с ограниченными возможностями здоровья. В 2021 году в Республике произошло разделение Министерства молодежной политики и спорта РБ на 2 разных ведомства, первая кто предложил разделить их была Оксана Савченко, депутат не раз обращалась в правительство республики и к Главе региона. Неоднократно власть давала отказ, их Савченко освещала в своих социальных сетях. 
Огромный вклад сделанный ей на протяжении многих лет работы дал свои плоды, министерства были разделены, Савченко по праву считается первой кто поднял эту тему и довел идею до конца.  
На сегодняшний день она занимается цифровизацией на территории республики, работает с молодежью Башкортостана и юными спортсменами, ведет открытую политику и общается на прямую с гражданами Уфы и других районов. Активно поддерживает политику Президента страны направленную на людей и их благосостояние. По-настоящему народный депутат и общественник, которого любят и уважают обычные люди, что не всегда нравится многим руководителям ведомств.  
В данный момент является Депутатом Курултай - Собрания Республики Башкортостан, Федеральный координатор проекта Роскибербезопасность.рф 

## Спорт
Чемпионка России с 2003 года и до настоящего момента (более 75 медалей различного достоинства из них примерно 60-65 золотых).
Чемпионаты, открытые кубки, первенства Европы с 2004 года и до настоящего момента (Более 20 медалей различного достоинства из них примерно 17 золотых).
Чемпионаты, первенства мира в том числе по короткой воде с 2006 года и до настоящего момента (более 45 медалей различного достоинства из них примерно 39 золотых).
На Паралимпийских играх 2008 года в Пекине Оксана завоевала 3 золотых медали.
Так же Оксана награждена различными наградами за развитие и продвижение спорта в России. Победитель в номинации «спортсмен года».
Наивысшим достижением на сегодняшний день является победа в Паралимпийских играх 2012 года в Лондоне (5 золотых медалей)

## Образование
Окончила механический факультет Уфимского государственного нефтяного технического университета, специальность пожарная безопасность.
Окончила факультет физической культуры Башкирского государственного педагогического университета.

## Награды
- Орден Почёта (30 сентября 2009 года) — за большой вклад в развитие физической культуры и спорта, высокие спортивные достижения на XIII Паралимпийских играх 2008 года в Пекине[3].
- Орден Дружбы (10 сентября 2012 года) — за большой вклад в развитие физической культуры и спорта, высокие спортивные достижения на XIV Паралимпийских летних играх 2012 года в городе Лондоне (Великобритания)[4].
- Орден Салавата Юлаева.
- Орден Дружбы народов
- Лауреат Национальная премия общественного признания достижений женщин «Олимпия» Российской Академии бизнеса и предпринимательства в 2012 году.

## Политическая деятельность
В 2010 году была принята в партию Единая Россия
В 2013 году избрана депутатом Государственного Собрания — Курултая Республики Башкортостан, член комитета по здравоохранению, социальной политике и делам ветеранов.
В 2016 году участвовала в предварительном голосовании «Единой России» по выборам в Государственную Думу VII созыва, где заняла 2 место по Белорецкому округу, и 15 место по партийному списку.
В 2018 году избрана депутатом Государственного Собрания — Курултая Республики Башкортостан, член комитета по образованию, культуре, молодежной политике и спорту. 
В 2021 году в Республике произошло разделение Министерства молодежной политики и спорта РБ на 2 разных ведомства, первая кто предложил разделить их была Оксана Савченко, депутат не раз обращалась в правительство республики и к Главе региона. Неоднократно власть давала отказ, их Савченко освещала в своих социальных сетях.   